# 尼泊尔社会主义人民党
尼泊尔社会主义人民党是尼泊尔的一个民主社会主义政党。该党成立于2020年4月22日，由尼泊尔社会党和尼泊尔民族人民党合并而成。
该党在下议院275个席位中拥有34个席位，在上议院59个席位中拥有3个席位，是尼泊尔联邦议会第四大党。
该党使用原来的尼泊尔社会党和尼泊尔民族人民党的选举标志。 
2024年5月5日，该党分裂出社会主义人民党。